# تيتوس آدامز
تيتوس آدامز (بالإنجليزية: Titus Adams)‏ هو لاعب كرة قدم أمريكية أمريكي، ولد في 28 يناير 1983 في أوماها في الولايات المتحدة.

## وصلات خارجية
- تيتوس آدامز على موقع مرجع كرة القدم المحترفة.كوم (الإنجليزية)